# Perce Dempsey Tabler
Perce Dempsey Tabler (Tennessee, 23 de novembro de 1876 – São Francisco, Califórnia, 7 de junho de 1956) foi um cantor de ópera, atleta, e ator, o terceiro a interpretar Tarzan em filmes.
Sua única interpretação no papel de Tarzan foi no seriado de 1920 The Son of Tarzan, baseado no romance de Edgar Rice Burroughs com o mesmo título, focado sobre Korak, filho de Tarzan e Jane.
Após The Son of Tarzan, Tabler participou de apenas mais um filme em 1923, Spawn of The Desert. Foi um dos membros fundadores da Paramount Pictures.